# Karnal
Karnal là một thành phố và là nơi đặt hội đồng đô thị (municipal council) của quận Karnal thuộc bang Haryana, Ấn Độ.

## Địa lý
Karnal có vị trí 29°41′B 76°59′Đ / 29,68°B 76,98°Đ Nó có độ cao trung bình là 228 mét (748 feet).

## Nhân khẩu
Theo điều tra dân số năm 2001 của Ấn Độ, Karnal có dân số 210.476 người. Phái nam chiếm 53% tổng số dân và phái nữ chiếm 47%. Karnal có tỷ lệ 72% biết đọc biết viết, cao hơn tỷ lệ trung bình toàn quốc là 59,5%: tỷ lệ cho phái nam là 76%, và tỷ lệ cho phái nữ là 68%. Tại Karnal, 12% dân số nhỏ hơn 6 tuổi.